# 特拉維夫刺鯿
特拉維夫刺鯿（Acanthobrama telavivensis）為輻鰭魚綱鯉形目雅羅魚科的其中一種，被IUCN列為易危保育類動物。它們分佈在亞洲底格里斯河-幼發拉底河， Aleppo與奧龍特河水系及以色列。于1973年由Menachem Goren、Lev Fishelson和Ethelwynn Trewavas描述，本魚體細長而側扁，口端位，背鰭起於腹鰭起點，體色銀色，體側具有一條深色縱帶，背鰭硬棘2-3枚、背鰭軟條7-8枚、臀鰭硬棘3枚、臀鰭軟條11-14枚，体长可达11公分，棲息在流動緩慢的河川及池塘，生活習性不明。